# Lâm Thượng
Lâm Thượng là một xã thuộc huyện Lục Yên, tỉnh Yên Bái, Việt Nam.
Xã Lâm Thượng có diện tích 39,24 km², dân số năm 2019 là 5.551 người, mật độ dân số đạt 142 người/km².